# Снопот (Калузька область)
Снопот (рос. Снопот) — присілок в Спас-Деменському районі Калузької області Російської Федерації.
Населення становить 4 особи. Входить до складу муніципального утворення Присілок Снопот.

## Історія
Від 2004 року входить до складу муніципального утворення Присілок Снопот

## Населення
1. Н/Д[2]